# Fei Junlong
Le colonel Fèi Jùnlóng (chinois simplifié : 费俊龙 ; pinyin : Fèi Jùnlóng), né le 5 mai 1965, est un astronaute chinois.
Il fut le second taïkonaute de la République populaire de Chine à voler dans l'espace dans le cadre du programme Shenzhou du Port spatial de Jiuquan.
Le colonel Fèi a été sélectionné pour être astronaute en 1998. Il était dans les cinq qui devaient être choisis pour le vol Shenzhou 5. Il fut le commandant de la mission Shenzhou 6 qui fut lancée le 12 octobre 2005, avec Niè Hǎishèng (ingénieur de vol). Ils ont atterri le 17 octobre 2005.
L'astéroïde 9512 Feijunlong a été nommé en son honneur.

Il commande la mission Shenzhou 15 en novembre 2022.